# Revaz Lashkhi
Revaz Lashkhi (n. 26 mai 1988, Borjomi⁠(d), Republica Sovietică Socialistă Gruzină, URSS) este un luptător ce a reprezentat Georgia, medaliat olimpic. A participat la o ediție a Jocurilor Olimpice (2012) în care a câștigat o medalie de argint.

## Participări
Lista de mai jos prezintă principalele competiții la care a participat Revaz Lashkhi de-a lungul carierei.
- wrestling at the 2012 Summer Olympics – men's Greco-Roman 60 kg[*]